# Кмет
Кмет (также комит, кмеmь, кмит; др.-рус. къметь) — термин, широко распространённый в Средние века у славянских народов и имевший различные значения. Первоначально кметами назывались, по-видимому, свободные члены общины, племени. В древнерусских литературных памятниках («Слово о полку Игореве» и др.) кмет — лучший, опытный, искусный воин, витязь, дружинник. В феодальной Болгарии и Сербии кметы — сельские старосты; в Боснии и Чехии — иногда должностные лица, иногда отдельные категории крестьян; в Польше — зависимые крестьяне, имевшие полный надел; в Хорватии — редко вассалы, а обычно — зависимые крестьяне, в том числе и крепостные.
Вероятно, от слова «кметы» образованы польско-литовские фамилии Кмита, Кмициц, русская и украинская фамилия Кметь (Кмэть) и т. п.

## Этимология
Кметь: «витязь, знатный человек, вольный сельский житель, воин, дружинник», стар.; др.-русск. къметь «витязь» (СПИ, Ипатьевск. летоп. и др.); укр. кмiть «вольный, зажиточный крестьянин»; болг. кмет «(сельский) староста»; сербохорв. кмет / kmet: сербск. «всеми уважаемый поселянин», черногорск. «народный судья», боснийск. «крестьянин-арендатор»; др.-сербск. кьметь «дворянин, вассал». Этимология не определена.
ср. КАМӘТ «верхняя часть тела (человека); рост; туловище» < араб. қāмäт id.

## Употребление слова «кметы» в различных странах

### Белоруссия
Помощник князя, советник и староста. Существует деревня с похожим названием.

### Болгария
В современной Болгарии кмет — название руководящей должности, главы общины, города, городского района, кметства или села. Кметы избираются на многопартийных выборах. Кметство — административно-территориальная единица, возглавляемая кметом.

### Босния
В Боснии кметами называются селяки, сидящие на чужой земле и живущие в хате, составляющей собственность хозяина земли, то есть арендаторы. Часто они для полевых работ пользуются и волами хозяйскими. Кмет, работающий в поле на хозяйских волах, отдаёт собственнику земли и волов половину урожая, а работающий на своих волах — одну треть. Хозяин может во всякое время прогнать кмета со своей земли и из своего дома и забрать весь урожай. Кмет также может уйти во всякое время, но это ему невыгодно: другой землевладелец может его и не принять.

### Венгрия
Кметами или кмитами (собирательная форма — кмитство) у венгерских русинов называются крестьяне, живущие на владельческих землях на праве как бы долгосрочной аренды, причём, по установившемуся обычаю, земельный участок переходит из поколения в поколение, обыкновенно к младшему сыну.

### Россия
Слово кметы (во множественном числе) встречается в памятниках древнерусской письменности, а именно в поучении Владимира Мономаха, где он, рассказывая о своих бранных делах с половцами, говорит: «а самы князи Бог живы в руце дава: Коксусь с сыном, Аклан, Бурчевич, Таревьскый князь Азгулуй, и иных кметий молодых 15», и в «Слове о полку Игореве», где брат Игоря, трубчевский князь Всеволод, говорит: «А мои ти Куряне сведоми кмети: под трубами повити, под шеломы везлелеяни…». Обыкновенно слово «кмет» понимается в смысле воина, дружинника, конного воителя, но если это толкование можно принять для кмети «Слово о полку Игореве», то для кметий «Поучения Владимира Мономаха» оно не подходит; там кмети упоминаются наряду с князьями и относятся к числу воинов лепших, хотя и молодых.
В России до сих пор распространена фамилия Кметь, в 14-16 веках кметами именовались незакрепощенные (вольные) крестьяне.

### Сербия
В Сербии кметами назывались наиболее уважаемые и почтенные из селян, являвшиеся как бы старшинами или тем, что в наших селах называется «стариками». Достоинство это не было наследственным, никем не давалось селяку; оно являлось само собой, как следствие личных достоинств и заслуг. Кметы заключали договоры от имени общины, входили в сношения с турками. Они же, по приглашению односельцев, являлись и ближайшими судьями в не особенно важных спорах, например при семейных разделах, в случаях потравы и т. п. Со времени князя Милоша Обреновича кметы стали назначаться правительством, в числе троих на каждую общину, причём один из них считается старшим. Они собираются в общинном доме-суднице (општинска кућа која се собе), производят суд и расправу среди селян в маловажных делах, в более важных случаях отправляют тяжущихся в суд областной, собирают подати и передают приказания старшинам, объявляют селянам волю высших властей, следят за исполнением её и имеют право виновных, особенно бродяжничающих и не желающих работать, подвергать телесному наказанию, до 10 ударов, а также назначить на казённые или общественные работы.

### Украина
На Украине кметь, кмет или кміть — средневековый свободный поселянин с правом выхода, как следует из документов того времени, например за 1377 год: «А осадивши ис каждого кмєтя по два гроша широкая оу княжю комору давати на каждыи рокъ…» Со временем слово вышло из широкого употребления, однако оставило по себе значительное число производных, активно использующихся в современном украинском языке и по сей день, например: кмітливий «сообразительный, ловкий»; кметити «понимать»; кмітувати «думать»; кметиня, кметиця или кметя «хорошая хозяйка» и так далее.
Первоначально имело значение «знатный воин», в котором и упоминается в Лаврентьевской летописи под 1075 годом: «В се же лѣто придоша послѣ из немець къ Святославу. Святослав же, величашеся, показа имъ богатьство своё. Они же, видивьше бесщисленое множество злата, и сребра и паволок, рѣша: Се ни во что же есть, се бо лежить мертво. Сего суть кметье лучьше. Мужи бо доищуться и болша сего…»

### Черногория
В Черногории кметами называются лица, выбираемые тяжущимися для разбора их спора (третейский суд); обыкновенно каждая сторона выбирает по 12 человек, которые и называются кметами, пока исполняют добровольно принятые ими обязанности.

## Употребление слова «комиты» в Древнем Риме
Комиты (Comites — «спутники») — так назывались у римлян:
- во время республики частные и официальные лица, составлявшие свиту проконсула или губернатора провинции, обычай, сохранившийся и при императорах;
- те из друзей императора (amici Augusti), которые сопровождали его во время путешествий, получали содержание и составляли его совет (comites Augusti);
- после преобразований Константина Великого, название комиты стало почетным титулом для некоторых лиц и должностей; в созданной им иерархической лестнице было три степени комитов;
- титул этот распространился постепенно на многих должностных лиц, прежде носивших названия препозитов, магистров, прокураторов и префектов.